# Shawn Sheldon
Shawn Rodney Sheldon (* 18. November 1964 in Norwich, Connecticut) ist ein ehemaliger US-amerikanischer Ringer. Er war 1991 Vizeweltmeister im griechisch-römischen Stil im Fliegengewicht.

## Werdegang
Shawn Sheldon, jetzt in West Palm Beach, Fla., ansässig, begann als Jugendlicher 1976 an der Columbia-Voorheesville-High-School mit dem Ringen. Er spezialisierte sich dabei auf den griechisch-römischen Stil und buchte dabei mit einem 3. Platz bei den High-School-Championships von New York seinen ersten Erfolg. 1986 gewann er die NCAA-Div. III-National-Championship (USA-Studentenmeisterschaft) im Fliegengewicht. Er startete dabei für die SUNY (State University of New York), die er zwischenzeitlich besuchte. Neben dem Ringen an der Universität startete Shawn auch für den AAU-Verein New York Athletic Club und gewann für diesen im Laufe der folgenden Jahre insgesamt achtmal die USA-Meisterschaft im Papier- bzw. Fliegengewicht.
Sein Debüt auf der internationalen Ringermatte gab Shawn schon 1982 bei der Jugend-Weltmeisterschaft in Colorado Springs, wo er im Papiergewicht den 4. Platz belegte. Neben vielen Starts bei großen internationalen Welt-Cup-Turnieren, bei denen Shawn meist hervorragende Ergebnisse erzielte, startete er auch viermal bei den Pan American Games und gewann dabei vier Medaillen. Ein Sieg war ihm allerdings nicht vergönnt.
1990 startete er erstmals bei einer Weltmeisterschaft der Senioren in Rom und belegte im Fliegengewicht den 6. Platz. Ein Jahr später, bei der Weltmeisterschaft 1991 in Warna gelang Shawn mit dem Gewinn des Vizeweltmeistertitels sein größter internationaler Erfolg. Im Finale unterlag er dabei dem Kubaner Raúl Martínez Alemán, dem er auch schon bei den panamerikanischen Spielen des gleichen Jahres unterlegen war.
Bei den Olympischen Spielen 1992 in Barcelona verpasste Shawn mit dem 4. Rang im Fliegengewicht knapp eine Medaille. Im Kampf um die Bronzemedaille unterlag er gegen den Koreaner Kap Min-Kyung.
Ein sehr gutes Ergebnis erzielte Shawn mit dem 5. Platz im Fliegengewicht auch noch bei der Weltmeisterschaft 1995 in Prag. In der Qualifikation für die Olympischen Spiele 1996 scheiterte Shawn an Brandon Paulson.
Shawn Sheldon war noch bis zum Jahre 2000 mit unterschiedlichen Ergebnissen auf den internationalen Ringermatten zu sehen. Ab 1991 arbeitete er jedoch schon als Ringertrainer an der SUNY und später auch an anderen Universitäten. Er ist auch seit Jahren Trainer beim New York Athletic Club und neuerdings auch Trainer der US-Nationalmannschaft im griechisch-römischen Stil. Im Jahr 2005 wurde er als bester US-Trainer im griechisch-römischen Stil ausgezeichnet. Ferner ist er Mitglied der Athleten-Kommission im US-amerikanischen Ringerverband.

## Internationale Ergebnisse
(OS = Olympische Spiele, WM = Weltmeisterschaft, GR = griechisch-römischer Stil, Pa = Papiergewicht, Fl = Fliegengewicht, damals bis 48 kg bzw. 52/54 kg Körpergewicht)
- 1982, 4. Platz, Jugend-WM in Colorado-Springs, GR, Pa, hinter Sergej Buranow, UdSSR, Kim Jin-Won, Korea und Shi Long, VR China;
- 1983, 5. Platz, Junioren-WM in Kristiansund/Norwegen, GR, Pa, hinter Ilie Muti, Rumänien, Iwan Samtajew, UdSSR, Jon Rønningen, Norwegen und Ortze Ortzew, Bulgarien;
- 1985, 5. Platz, World-Cup in Lund/Schweden, GR, Fl, hinter Sergej Dudajew, UdSSR, Hidekaru Okawa, Japan, Mario Olivares, Kuba und Stefan Oehrn, Schweden;
- 1986, 6. Platz, World-Cup in Oak Lawns/USA, GR, Fl, hinter Alexander Ignatenko, UdSSR, Pedro Roque, Kuba, Toshikazu Fujinami, Japan, László Bíró, Ungarn und Lewis Dorrance, USA;
- 1987, 3. Platz, Pan American Games in Indianapolis, GR, Fl, hinter Pedro Roque und Bernardo Olvera, Mexiko;
- 1988, 2. Platz, World-Cup in Athen, GR, Fl, hinter Andrij Kalaschnykow, UdSSR und vor Reinaldo Jiminez, Kuba;
- 1989, 1. Platz, World-Cup in Fredrikstad/Norwegen, GR, Fl, vor Andrij Kalaschnykow, Shohei Nakamori, Japan, Jon Rønningen und Jorge Pacheco, Kuba;
- 1990, 6. Platz, WM in Rom, GR, Fl, hinter Alexander Ignatenko, An Han-Bong, Korea, Bratan Zenow, Bulgarien, Marian Sandu, Rumänien und Shohei Nakamori;
- 1990, 3. Platz, World-Cup in Göteborg, GR, Fl, hinter Gagik Arakyan, UdSSR und Abdulkarim Kadahaji, Iran uö. vor Jorge Pacheco;
- 1991, 3. Platz, Pan American Games in Havanna, GR, Fl, hinter Raúl Martínez Alemán, Kuba und Ramón Mena, Panama;
- 1991, 2. Platz, WM in Warna, GR, Fl, hinter Raúl Martínez Alemán und vor Jon Rønningen, Valentin Rebegea, Rumänien, Oleg Kutscherenko, UdSSR und Bratan Zenow;
- 1991, 2. Platz, World-Cup in Thessaloniki, GR, Fl, hinter Samuel Danieljan, UdSSR und vor Kap Min-Kyung, Korea und Georgios Patrafidis, Griechenland;
- 1992, 4. Platz, OS in Barcelona, GR, Fl, hinter Jon Rønningen, Alfred Ter-Mkrtchyan, GUS und Kap Min-Kyung und vor Bratan Zenow und Valentin Rebegea;
- 1992, 1. Platz, World-Cup in Besançon, GR, Fl, vor Samuel Danielan und Raúl Martínez Alemán;
- 1993, 3. Platz, Großer Preis der BRD in Koblenz, GR,Fl, hinter Alfred Ter-Mkrtchyan und Frank Richter, bde. BRD und vor Valentin Rebegea und Salal Belquidoum, Frankreich;
- 1993, 1. Platz, "Stanislaw-Pytalinski"-Turnier in Warschau, GR, Fl, vor Narum Dusenow, Kasachstan, Rustam Cafin, Russland und Dariusz Piaskowski, Polen;
- 1993, 8. Platz, WM in Stockholm, GR, Fl, Sieger: Raúl Martínez Alemán vor Armen Nasarjan, Armenien und Alfred Ter-Mkrtchyan;
- 1993, 2. Platz, World-Cup in Heinola/Finnland, GR, Fl, hinter Kap Min-Kyung und vor Teso Katajisto, Finnland;
- 1994, 16. Platz, WM in Tampere, GR, Fl, Sieger: Alfred Ter-Mkrtchyan vor Natig Aiwasow, Aserbaidschan;
- 1994, 4. Platz, World-Cup in Kecskemét, Gr, Fl, hinter Koji Uchi, Japan, Jozsef Hanzok, Polen und Andrij Kalaschnykow;
- 1995, 2. Platz, Pan American Games in Mar del Plata, GR, Fl, hinter Raúl Martínez Alemán und vor Joel Meduna, Venezuela;
- 1995, 4. Platz, "Stanislaw-Pytalinski"-Turnier in Warschau, GR, Fl, hinter Samuel Danieljan, Oleg Kommendant, Ukraine und Dariusz Jabłoński, Polen und vor Ruslam Vartanow, Litauen;
- 1995, 5. Platz, WM in Prag, GR, Fl, hinter Samuel Danielan, Armen Nasarian, Alfred Ter-Mkrtchyan und Khaled Taradschi, Syrien und vor Yuwei Han, China;
- 1995, 2. Platz, World-Cup, GR, Fl, hinter Oleg Nemtschenko, Russland und vor Raúl Martínez Alemán;
- 1996, 1. Platz, World-Cup in Colorado Springs, GR, Fl, vor Boris Ambarzumow, Russland und Lázaro Rivas, Kuba;
- 1998, 3. Platz, Pan American Championship in Winnipeg, GR, Fl, hinter Lázaro Rivas und David Ochoa, Venezuela;
- 1998, 14. Platz, WM in Gävle, GR, Fl, Sieger: Sim Kwon-Ho, Korea vor Marian Sandu;
- 2000, 4. Platz, Olympia-Qualifikations-Turnier in Alexandria, GR, Fl, hinter Alexander Pawlow, Russland, Sergej Sabokar, Ukraine und Ercan Yıldız, Türkei

## USA-Meisterschaften
Shawn Sheldon wurde insgesamt neunmal US-amerikanischer Meister im griechisch-römischen Stil im Fliegengewicht.